# The Bootleg Series Vol. 8: Tell Tale Signs
Albums de Bob Dylan
Dylan
(2007) Together Through Life
(2009)
The Bootleg Series Vol. 8: Tell Tale Signs: Rare and Unreleased 1989-2006 est une compilation de Bob Dylan sortie en 2008. Ce double album se compose d'inédits, de versions alternatives et de titres enregistrés en concert ; il couvre la dernière période de sa carrière, reprenant des titres enregistrés lors des sessions de Oh Mercy, World Gone Wrong, Time Out of Mind et Modern Times.

## Titres

### Disque 1
1. Mississippi (version alternative, Time Out of Mind) – 6:04
2. Most of the Time (version alternative, Oh Mercy) – 3:46
3. Dignity (démo au piano, Oh Mercy) – 2:09
4. Someday Baby (version alternative, Modern Times) – 5:56
5. Red River Shore (inédit, Time Out of Mind) – 7:36
6. Tell Ol' Bill (version alternative, parue sur la bande originale du film L'Affaire Josey Aimes) – 5:31
7. Born in Time (inédit, Oh Mercy) – 4:10
8. Can't Wait (version alternative, Time Out of Mind) – 5:45
9. Everything Is Broken (version alternative, Oh Mercy) – 3:27
10. Dreamin' of You (inédit, Time Out of Mind) – 6:23
11. Huck's Tune (bande originale du film Lucky You) – 4:09
12. Marchin' to the City (inédit, Time Out of Mind) – 6:36
13. High Water (For Charley Patton) (en concert, août 2003) – 6:40

### Disque 2
1. Mississippi (deuxième version alternative, Time Out of Mind) – 6:24
2. 32-20 Blues (inédit, World Gone Wrong) – 4:22
3. Series of Dreams (inédit, Oh Mercy) – 6:27
4. God Knows (inédit, Oh Mercy) – 3:12
5. Can't Escape from You (inédit, décembre 2005) – 5:22
6. Dignity (inédit, Oh Mercy) – 5:25
7. Ring Them Bells (en concert, novembre 1993) – 4:59
8. Cocaine Blues (en concert, août 1997) – 5:30
9. Ain't Talkin' (version alternative, Modern Times) – 6:13
10. The Girl on the Greenbriar Shore (en concert, juin 1992) – 2:51
11. Lonesome Day Blues (en concert, février 2002) – 7:37
12. Miss the Mississippi (inédit, 1992) – 3:20
13. The Lonesome River (avec Ralph Stanley) – 3:04
14. 'Cross the Green Mountain (bande originale du film Gods and Generals) – 8:15

### Disque 3
L'édition deluxe de l'album inclut un troisième disque, ainsi qu'un livret de 150 pages.
1. Duncan & Brady (inédit, 1992) – 3:47
2. Cold Irons Bound (en concert, 2004) – 5:57
3. Mississippi (troisième version alternative, Time Out of Mind) – 6:24
4. Most of the Time (deuxième version alternative, Oh Mercy) – 5:10
5. Ring Them Bells (version alternative, Oh Mercy) – 3:18
6. Things Have Changed (en concert, juin 2000) – 5:32
7. Red River Shore (inédit, Time Out of Mind) – 7:08
8. Born in Time (inédit, Oh Mercy) – 4:19
9. Tryin' to Get to Heaven (en concert, octobre 2000) – 5:10
10. Marchin' to the City (autre version inédite, Time Out of Mind) – 3:39
11. Can't Wait (deuxième version alternative, Time Out of Mind) – 7:24
12. Mary and the Soldier (inédit, World Gone Wrong) – 4:23